# Сипар
Сипар је геоморфолошки облик колувијалног процеса, који најчешће настаје на стрмим падинама и одсецима. Као морфолошки елементи разликују се точило, тело сипара и плаз.
Точило је удубљење, жлеб који се пружа све до подножја одсека и низ кога се материјал осипа низ падину. Тај жлеб је редовно предиспониран разломном структуром, пукотином или раседом. Низ такво, тектонски формирано, удубљење котрљају се и осипају угласти одломци стена под деловањем Земљине теже. Материјал се „точи“ па отуда и назив точило. Точило представља ерозиони облик, иако је тектонски предиспонирано и његов настанак се не може стриктно везати за колувијалну ерозију. Материјал транспортован низ точило акумулира се у подножју падине у виду конуса, који се назива тело сипара. 
Када је осипање интензивно, нагомилавање сипарског материјала дуготрајно а точила распоређена близу једна другима, тела сипара  спајају се у подножју падине или одсека и формирају јединствени сипарски појас. Спојена тела сипара називају се плаз. Горња и доња ивица плазева скоро је паралелна. Материјал у телима сипара и плазевима је растресит, невезан, оштрих ивица и угласт, некласификован по крупноћи. Има и случајева да је иситњен песковити материјал нагомилан на горњим а груби и крупни дробински материјал на доњим ивицама плазева. Везивањем материјала који их изграђује настају падинске брече. Нагиби плазева достижу до 30°. Плазеви потпомажу процес апланације, односно уравњивања Земљине површине, тако што се њиховим нарастањем смањују нагиби у иницијалном рељефу.
Сипари и плазеви често се запажају на стеновитим планинским странама и у подножју високих планина. Бројнији су у вишим планинским регионима, где је улога мразног разоравања дошла до пуног изражаја. У Србији и Црној Гори они су честа појава у кречњачким планинама западне и источне зоне веначних планина (Дурмитор, Комови, Ртањ, Сврљишке планине, Бељаница, итд). У подножју Шар планине јављају се сипари и плазеви великих димензија.